# Illeh
Illeh (ou Ile, Ile Dikoro, Ille) est un village du Cameroun situé dans le département de la Meme et la Région du Sud-Ouest. Il fait partie de la commune de Konye.

## Population
Illeh a d'abord constitué un quartier de Dikoro, qui comptait 302 habitants en 1967, principalement des Mbonge du groupe Oroko.
Lors du recensement de 2005, la localité comptait 228 personnes.

## Enseignement
La localité dispose d'un CES (Collège d'enseignement secondaire) anglophone à Illeh Lobange.